# Prunus bucharica
Espèce
Classification phylogénétique
Prunus bucharica est une espèce de plantes à fleurs de la famille des Rosaceae. C'est un amandier sauvage originaire du Tadjikistan, de l’Ouzbékistan et de l'Afghanistan, poussant préférentiellement à une altitude située entre 1000 et 1800 m au dessus du niveau de la mer.